# Festuca ovina
A Festuca ovina, erva-carneira, é uma espécie de gramínea. É uma planta perene que se encontra por vezes em terrenos ácidos e em pastagens de montanha, em toda a Europa (com exceção de algumas zonas mediterrânicas) e a leste em grande parte da Ásia; foi também introduzida na América do Norte.